# Alois Potůček
Alois Potůček (7. dubna 1854 Přelouč – 19. srpna 1914 Bubeneč) byl český stavitel, architekt, podnikatel a místní politik, starosta města Bubenče.

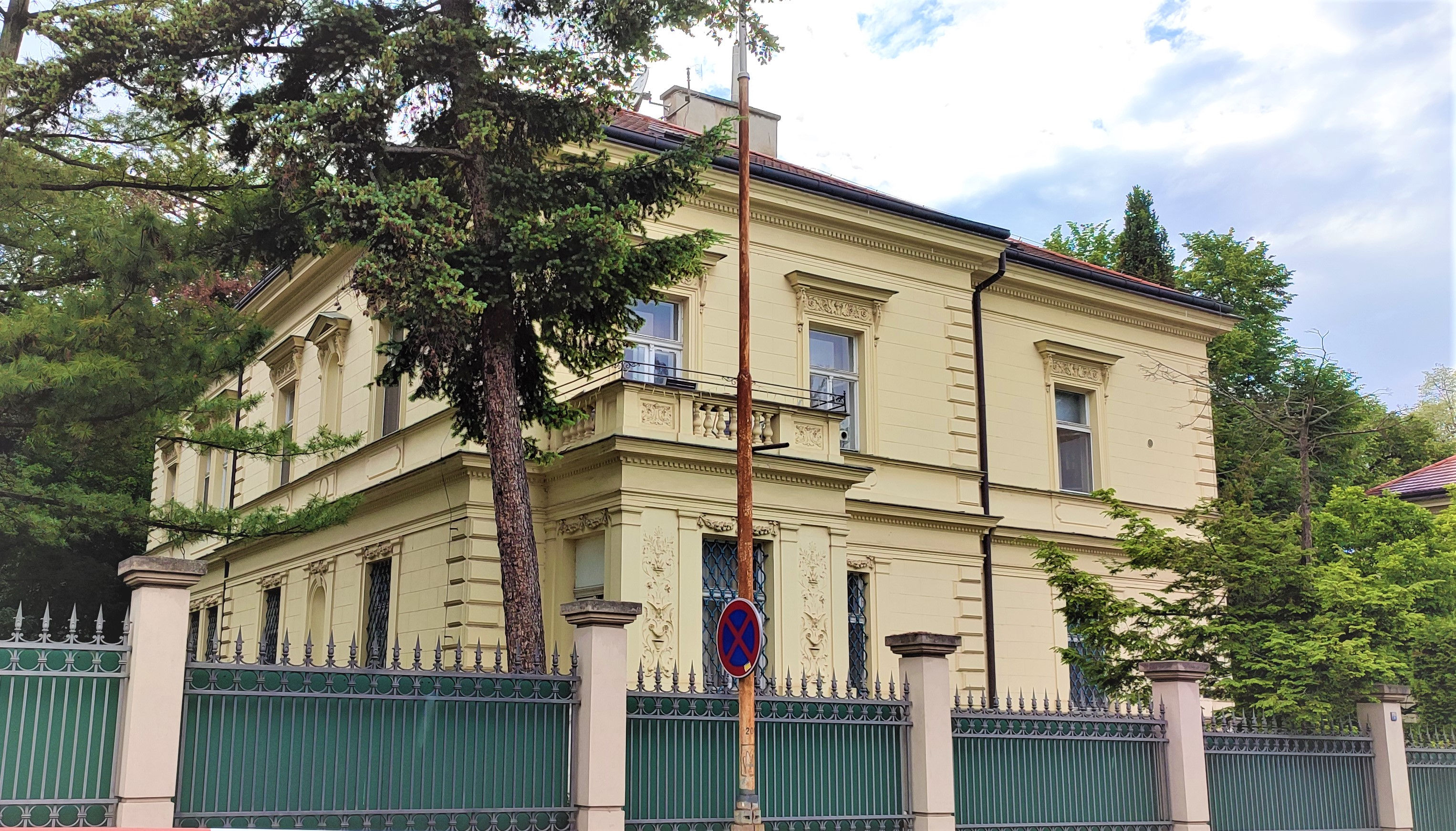
Vlastní vila Aloise Potůčka čp. 107 v Praze-Bubenči, Jaselská 2

## Život a kariéra
Narodil se jako pohrobek po smrti otce Josefa Potůčka jeho manželce Kateřině, rozené Dítětové, v domě čp. 72 v Přelouči. Po studiích na pražské polytechnice začal praxi jako stavitel ve službě u jiných architektů.
Dále pokračoval samostatnými zakázkami, na které později dodával také stavební materiál (cihly, keramickou dlažbu a obkladačky), zejména do bubenečských staveb. Kariéru dovršil v letech 1912-1914 jako starosta města Bubenče, když ve funkci vystřídal Raimunda Kubíka.
Byl společníkem stavební kanceláře Antonín Boček & Alois Potůček, která většinou prováděla projekty cizích architektů. Dále byl majitelem Keramické továrny ve Zličíně (společně se syny Václavem a Zdeňkem), spolumajitelem či nájemcem Hergetovy cihelny a jejích stavebních pozemků mezi dnešními ulicemi Dejvickou, Kyjevskou a Na hutích], členem výboru První občanské záložny v Holešovicích- Bubnech, Občanské záložny v Bubenči a několika dobročinných spolků. Roku 1913 si zakoupil Lannovu vilu.

## Rodina
Roku 1876 se v Bubenči oženil s Antonií Kayserovou (1852), s níž měl sedm dětí: Antonii, Marii, Jana, Aloise, Václava, Ladislava a Zdeňka.

## Stavby
- Vila Oldřicha Lisky
- Vila Otto Petschka v Praze (1891)[6]
- Přestavba domu klasicistního vzhledu v Soukenické ulici 11, čp. 1196/II, Praha-Nové Město (1895); zbořen roku 1935 a nahrazen novostavbou[7]
- Novorenesanční vila čp. 88/XIX v ulici Na Zátorce 4, v Bubenči (1889-1890)[8]
- Vila Isidora Petschka čp. 108/XIX, Pelléova ul. 13, v Praze-Bubenči (1896-1897), postavil ji ve vlastní režii a pak prodal Elišce Schiffnerové, od níž ji koupil Petschek.
- přístavba hostince Na slamníku čp. 12/XIX ve Wolkerově ulici v Bubenči
- kostel sv. Jana Křtitele ve Velké Chyšce na Pacovsku (1898)
- Bubenečská radnice a škola, Krupkovo náměstí 26; (1905-1906) - dvojtraktová novorenesanční stavba (společně s Václavem Ortem)[9]
- Bazilika Navštívení Panny Marie v Milevsku[10]
- Vlastní vila Aloise Potůčka v Bubenči, čp. 107/XIX, nárožní dům Jaselská 2/ Pelléova 11
- Dělnické domy při textilní továrně Ernesta Mauthnera v Praze Bubenči v Papírenské ulici (1904).[11]
- Dům čp. 262/IV v ul. Na baště sv. Jiří, na Hradčanech, podle projektu Antonína Ausobského